# Charmides (dialog)
Charmides (grekiska: Χαρμίδης) är en dialog skriven av Platon. I dialogen försöker Sokrates definiera kardinaldygden sofrosýne (greikiska:σωφροσύνη), vilket kan översättas till svenskans "måttfullhet", "moderation" eller "självbehärskning". Dialogen klassas ofta som en av Platons tidigare, och slutar likt många andra tidiga dialoger i apori.

## Karaktärer
Se även Lista över personer i Platons dialoger
- Sokrates, berättare och dialogens huvudsakliga talare.
- Chaerefon, Sokrates vän.
- Kritias, Atensk statsman och författare. Charmides äldre kusin tillika förmyndare. Även kusin till Platons mor. Blev senare en av de trettio tyrannerna.
- Charmides, yngling och senare statsman. Charmides yngre kusin. Platons morbror. Blev senare en av de trettio tyrannerna.

## Handling
Dialogen inleds med att Sokrates återvänder till Aten från slaget vid Potidaia. Tillsammans med bland andra Chaerefon och Kritias slår han sig ner vid Taureas palaestra och utbyter nyheter. Sokrates förhör sig om några av stadens ynglingar särskiljer sig med avsikt på visdom eller skönhet. Kritias svarar att den unge Charmides står ut både vad gäller skönhet och visdom. De lockar Charmides till sig genom att Sokrates utger sig för att känna till en kur mot en långvarig huvudvärk som Charmides lidit av. Sokrates menar dock att en god läkare inte bara behandlar en del av patienten utan patienten som helhet, inklusive patientens själ. Charmides botas därför bäst genom att få en dygdig och måttfull själ. Men för att kunna göra Charmides måttfull måste de först avgöra vad måttfullhet är. 
Charmides föreslår att måttfullhet är en sorts tystnad, stillhet eller långsamhet. Sokrates invänder att det är bättre att läsa, lära sig, och att idrotta snabbt och häftigt än att göra det långsamt och tyst. Eftersom måttfullhet måste vara någonting gott så kan måttfullhet därför inte vara en sorts stillhet. Charmides föreslår då istället att måttfullhet är en sorts ödmjukhet. Sokrates citerar Homerus som sagt att ödmjukhet inte är bra för den behövande. Men eftersom måttfullhet är bra för alla så kan ödmjukhet inte vara måttfullhet. Charmides kommer då på att han hört någon klok man säga att måttfullhet är att inte lägga sig i andras affärer. Sokrates misstänker att Charmides har hört detta från Kritias, vilket denne förnekar. Sokrates och Charmides kan dock inte begripa sig på vad detta skulle innebära. Skomakare sysslar ju med andras saker när de lagar andras skor, men de verkar ändå vara måttfulla. Likaså verkar en måttfullt styrd stat lägga sig i sina invånares affärer. 
Eftersom de inte förstår vad denna definition i så fall ska betyda så tar Kritias över diskussionen. Kritias menar att måttfullhet är att självkännedom, eller en vetenskap om vetenskap. Sokrates invänder att vetenskapen om vetenskap till skillnad från andra vetenskaper inte verkar medföra någonting gott. Vetenskapen om kroppen, det vill säga läkekonst, medför god hälsa, och vetenskapen om arkitektur gör att människor får bostäder, men vetenskapen om vetenskap verkar inte medföra något gott. Inte ens alla vetenskaper sammantaget verkar medföra någonting gott utan vetenskapen om gott och ont. Måttfullhet kan därför inte heller vara vetenskapen om vetenskap. Dialogdeltagarna ger upp och tvingas erkänna att de inte vet vad måttfullhet är, men Sokrates verkar ha fått en ny lärjunge i Charmides.